# Аксиологическая концепция культуры
Аксиологическая концепция культуры — подход к изучению культуры, в рамках которого культура рассматривается как система базовых ценностей общества.
«Аксиология культуры представляет собой ценностную теорию культуры и одновременно философское учение о культурных ценностях».

## История зарождения аксиологической концепции
Советский и российский философ и культуролог М. С. Каган отмечает, что «суждения о различных видах ценности — о благе, добре, красоте, святости и т. п. — мы встречаем и у классиков античной философии, и у теологов средневековья, и у ренессансных мыслителей, и у философов Нового времени, однако обобщающего представления о ценности как таковой и соответственно о закономерности ее проявления в различных конкретных формах в философии не было до середины прошлого столетия».

## Становление философской теории ценности в конце XIX—начале XX вв
Важную роль в становлении аксиологической теории и утверждении ценностного подхода к культуре сыграла философия Ф. Ницше: «Идея ценности в метафизике пришла к господству … решительно только через Ницше», поскольку создатель образа Заратустры само бытие трактовал в конечном счете не как объективную реальность, а как ценность, тем самым растворяя онтологию в аксиологии. Роль Ф. Ницше в становлении аксиологии отмечал и В. Виндельбанд, и упоминавшийся ее историк А. Штерн, говоря, что творец Заратустры «взрыхлил почву» для разработки теоретических основ философии ценности".
«В 1902 г. французский философ П. Лапи в работе „Логика воли“ вводит для обозначения теории ценностей термин аксиология (от греч. axios — ценный), вытеснивший предложенный в том же 1902 г. И. Крайбигом термин „тимология“ (от греч. timia — ценимый). Э. Гартман определяет место Axiologie в своей „Cистеме философии в общем очертании“ (1907—1909 гг.) наряду с гносеологией, натурфилософией, метафизикой, этикой, эстетикой и философией религии, утвердив тем самым название и статус новой философской дисциплины».
В 1905 Г. Риккерт в своих работах излагает культурфилософскую концепцию, созданную им на основе ценностной теории. Эта концепция подразумевает, что реальный мир состоит из бытия и ценностей. "Само бытие, в свою очередь, может быть двух видов, во-первых, связанное с ценностями — это блага, а совокупность благ и есть культура как «совокупность объектов, связанных с общезначимыми ценностями и лелеемых ради этих ценностей». Во-вторых,- ценностно нейтральные, прежде всего природные явления, не относящиеся к культуре. На этом основании он и различает науки о природе и науки о культуре, пользующиеся впервые введенным Г. Риккертом методом отнесения к ценности. Выявленная с помощью этого метода «культурная ценность определяет выбор исторически существенного».
Постепенно развитие аксиологических представлений привело к пониманию культуры как «мира воплощенных ценностей», и ее изучение стало сводиться к описанию истории ценностей; так родилась новая наука — история культуры, и, как утверждает М. С. Каган, из этих же предпосылок выросла квазиисторическая теория «локальных цивилизаций» О. Шпенглера и его последователей.
М.Шелер разрабатывает принципы ценностной культурфилософии, содержательной этики ценностей и философской антропологии. "Ценности культуры являются, по Шелеру, производными от духовных ценностей, в виде, например, сокровищ искусства, научных институтов, позитивного законодательства, представляя собой «культурные блага в собственном смысле слова».
Содержательным анализом культуры на ценностной основе фактически являются «Этика» (1925 г.) и «Эстетика» (1945 г.) Н.Гартмана. Он выделил шесть иерархически расположенных классов ценностей (от низших к высшим): ценности блага (Guterwerte), то есть пользы и отношения вещей; ценности удовольствия (Lustwerte) — приятное; жизненные ценности (Vitalwerte) — все полезное для жизни; нравственные (добро), эстетические (прекрасное) и познавательные ценности (истина). «Последние три класса являются ценностями духовной культуры в результате объективации живого духа в обеих его формах — персонально-субъективной и исторически объективной» .
Таким образом, как отмечает Выжлецов Г. П., «онтологическая аксиология Г. Риккерта, М. Шелера и Н. Гартмана создала содержательные предпосылки для развития ценностной культурфилософии». Это отметил и М. Хайдеггер: «Философия ценности оказывается истинной научной философией культуры».

## Развитие аксиологической мысли в последние десятилетия XX в
М. С. Каган в «Философской теории ценностей» выделяет характерную для этого периода активизации контактов Запада и Востока тенденцию оттеснения доминировавшего эпистемологического структурализм проблемой ценности. И в качестве одного из фактов, подтверждающих интерес к аксиологической проблематике приводит распространение аксиологического подхода на психологическую науку: "…А. Маслоу «К психологии бытия» целый раздел назван автором «Ценности», в котором ценность трактовалась как избирательный принцип, свойственный всякому живому существу, от цыпленка до человека; такую концепцию психолог называет «натуралистической наукой о человеческих ценностях», считая возможным и продуктивным «изучать высшие ценности или цели человеческих существ точно так же, как мы изучаем ценности муравьев, лошадей или деревьев, или, если хотите, марсиан».
Аксиологическая концепция проникала в конкретные области гуманитарного знания — в социологию, культурологию и искусствознание: "в обобщающих трудах по социологии Р. Пэнто и М. Гравица «Методы социальных наук» и Г. Беккера и А. Боскова «Современная социологическая теория», в монографиях П. Сорокина, М. Рокича, Е. Коуэлла и многих других (в книге М. Рокича «Природа человеческих ценностей» библиография насчитывает более 250 названий книг и статей, посвященных проблемам социологического анализа ценностей, причем в обычном для американских ученых стиле в ней приводятся только работы на английском языке), проблема эта подвергается самостоятельному методологическому анализу, а Ф. Коуэлл, посвятивший свое исследование месту ценности в социологической концепции П. Сорокина, не только интерпретировал в аксиологическом духе различение П. Сорокиным «идеационного», «сенситивного» и «идеалистического» типов культуры, но пришел вообще к выводу, что «социология в основе своей есть исследование ценностей».

## Развитие аксиологической концепции в конце XX-начале XXI вв
«Современная онтологическая „аксиология культуры“ (1996 г.) обосновывает объективность культурных ценностей трансцендентностью их источника… Аксиология культуры, являясь основой современного гуманитарного знания в целом, опирается на рациональность как действенную активность разума», — утверждает Г. П. Выжлецов.
«Культура, в конечном итоге, есть реализация ценностей как воплощения трансцендентного и живого человеческого духа. Поэтому аксиология культуры является на современном этапе сущностным ядром всего гуманитарного знания, а его истиной становится духовная ценность. В противовес распространенному и распространяемому сегодня узко прагматическому, технократическому мышлению, духовно-ценностное, смысложизненное содержание гуманитарного знания превращает его в убеждение как основу принятия жизненно важных решений, поступков, поведения и, в конечном итоге, судьбы. Именно от его качества и степени влияния напрямую зависит дальнейшее развитие и всего общества, и каждого человека в реалиях XXI века».

## Критика
Аксиологическая концепция встретила критику со стороны представителей марксистской философии, которые отвергали само понятие ценности как «буржуазное» и считали аксиологию идеалистическим учением (как, впрочем, и философскую антропологию, и культурологию — все, что выходило за пределы теории познания, к которой сводился диалектический материализм, и содержания исторического материализма, трактованного как «общая социология»).
В наше время также можно найти тех, кто стремится опровергнуть аксиологическую теорию. Например, в статье С. Е. Янчина с позиции онтологических ориентиров основных направлений современной философии, дается критика попытки представить ценность в качестве универсального основания человеческого бытия и культуры: «…Отношение смысла и ценности можно понимать как экзистенциальную антиномию, где ценность обнаруживает себя как субъективированный культурой смысл. Падение смысла в ценности — неизбежно. В современном мире „позднего капитализма“ это падание происходит с заметным ускорением. Философия, в рамках своей критической миссии, разоблачает мифологию ценностей и тем самым хранит смысл человеческого бытия в культуре».